# Uropsilus investigator
Uropsilus investigator là một loài động vật có vú trong họ Talpidae, bộ Soricomorpha. Loài này được Thomas mô tả năm 1922.

## Hình ảnh

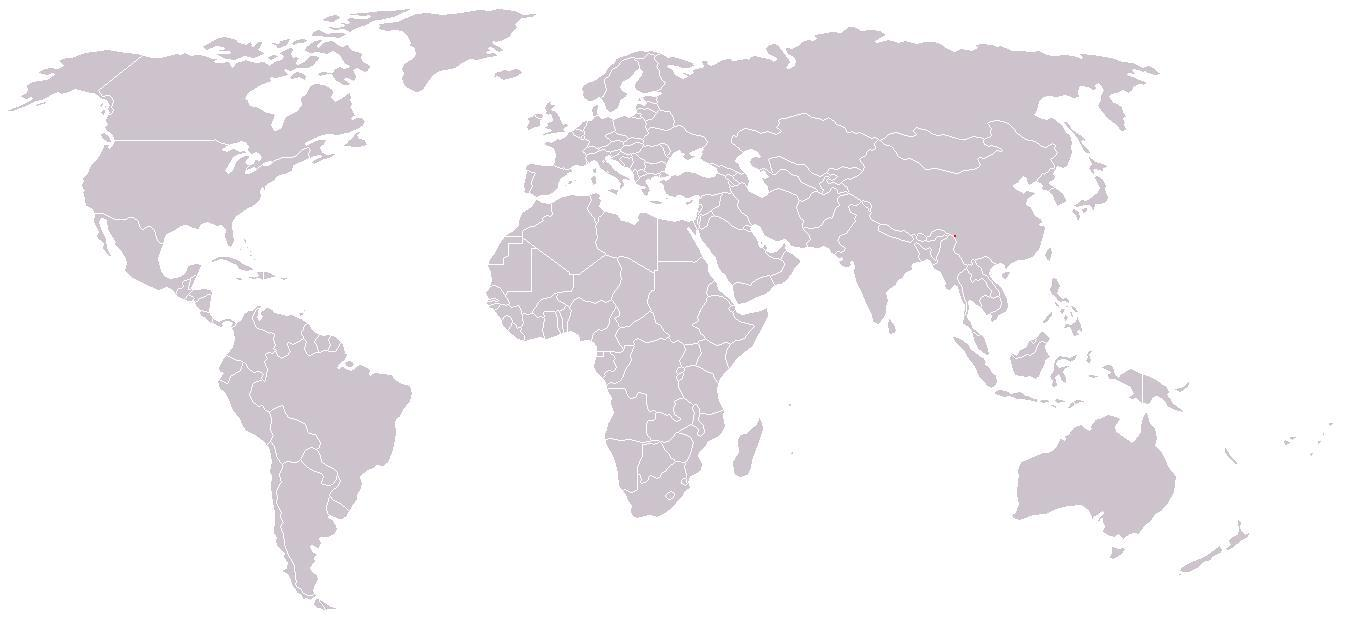